# Charles Bennett Smith

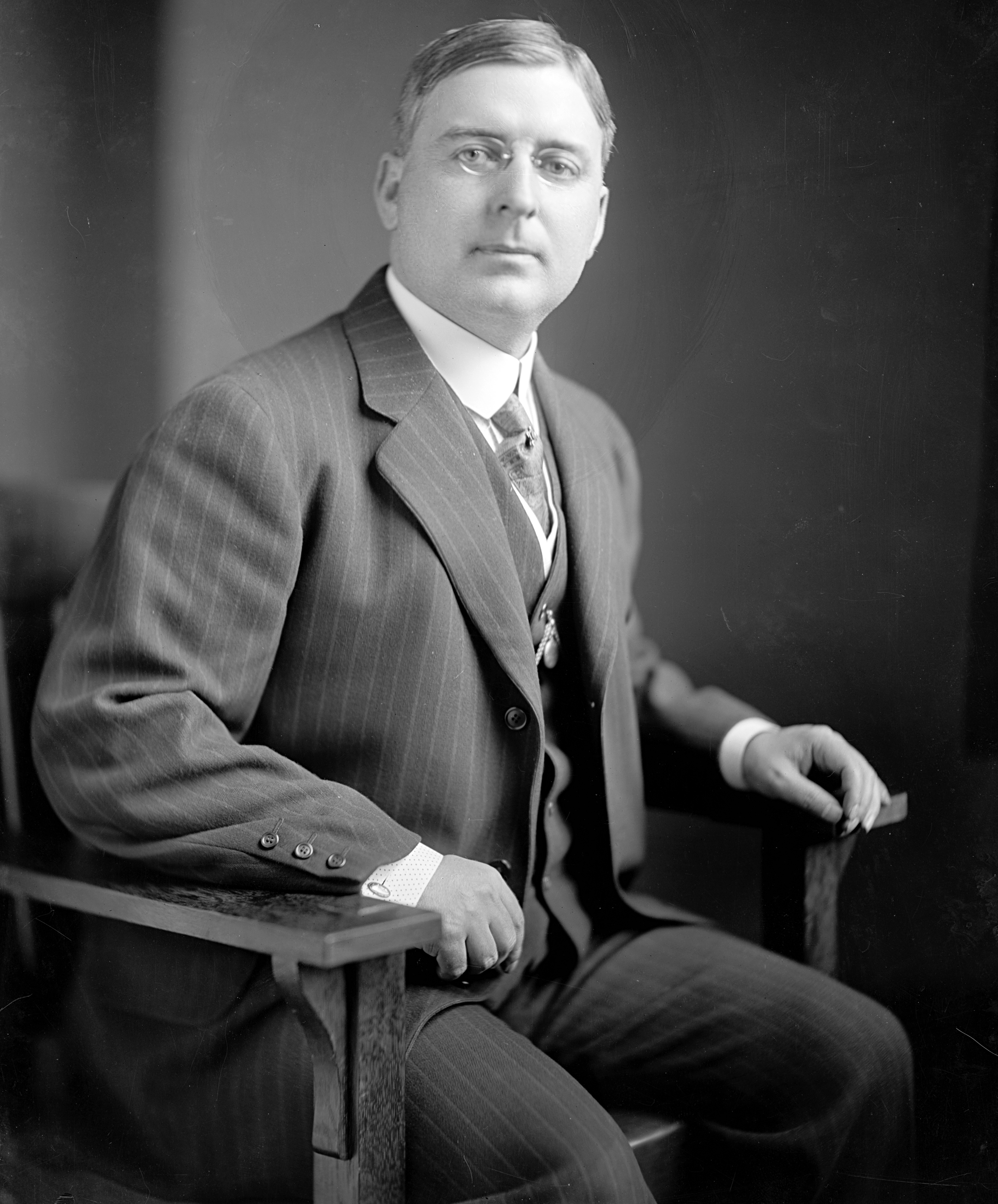
Charles Bennett Smith

Charles Bennett Smith (* 14. September 1870 in Sardinia, Erie County, New York; † 21. Mai 1939 in Wilmington Notch, New York) war ein US-amerikanischer Politiker. Zwischen 1911 und 1919 vertrat er den Bundesstaat New York im US-Repräsentantenhaus.

## Werdegang
Charles Smith besuchte die öffentlichen Schulen seiner Heimat und danach bis 1886 die Arcade Academy. In den folgenden Jahren arbeitete er zunächst in der Landwirtschaft und dann im Telegraphendienst der Eisenbahn. Anschließend stieg er in das Zeitungsgeschäft ein. Von 1890 bis 1893 war er in Buffalo als Reporter tätig. Danach gab er in dieser Stadt einige Zeitungen heraus. Gleichzeitig schlug er als Mitglied der Demokratischen Partei eine politische Laufbahn ein. Er wurde Mitglied und zwei Jahre lang Präsident des Schulausschusses von Buffalo.
Bei den Kongresswahlen des Jahres 1910 wurde Smith im 36. Wahlbezirk von New York in das US-Repräsentantenhaus in Washington, D.C. gewählt, wo er am 4. März 1911 die Nachfolge des Republikaners De Alva S. Alexander antrat. Nach drei Wiederwahlen konnte er bis zum 3. März 1919 vier Legislaturperioden im Kongress absolvieren. Seit 1913 vertrat er den 41. Distrikt seines Staates. Während seiner Zeit als Kongressabgeordneter wurden der 16. und der 17. Verfassungszusatz ratifiziert. Dabei ging es um die bundesweite Einführung der Einkommensteuer und die Direktwahl der US-Senatoren. In diese Zeit fiel auch der Erste Weltkrieg. Im Kongress war Smith Vorsitzender des Auswärtigen Ausschusses (1911–1913), des Ausschusses zur Kontrolle der Ausgaben des Handelsministeriums (1915–1917) und des Patentausschusses (1917–1919).
Im Jahr 1918 wurde Charles Smith nicht wiedergewählt. Nach dem Ende seiner Zeit im US-Repräsentantenhaus arbeitete er in Buffalo im Handel und der Industrie. Von 1935 bis 1939 leitete er die Gesellschaft Standards and Purchases in Albany. Er starb am 21. Mai 1939 in Wilmington Notch.